# Greg Berlanti
Greg Berlanti (Rye, Nueva York, 24 de mayo de 1972) es un guionista, productor y director de cine y televisión de nacionalidad estadounidense. Es conocido por ser el creador de la serie de televisión Everwood y cocreador de Jack & Bobby, Arrow, The Flash y You. Además coescribió y produjo la película de Linterna Verde.

## Trayectoria
Berlanti nació en Rye, Nueva York, siendo hijo de Barbara Moller Berlanti y Eugene Berlanti. También tiene una hermana, Dina. La familia de Greg es de ascendencia italiana e irlandesa. Además, se declaró homosexual desde edad temprana. En la actualidad está casado con el  futbolista de Los Ángeles Galaxy, Robbie Rogers.
Tras graduarse de la Secundaría de Rye, ingresó a estudiar dramaturgia en la Universidad Northwestern. A mediados de los años 90 recurrió a diversos trabajos temporales en Los Ángeles para poder ganarse la vida, hasta que Kevin Williamson, un amigo de la universidad, le presentó el guion de Dawson's Creek, la que en ese momento sería la próxima serie a estrenarse. Fue finalmente contratado como guionista durante la segunda temporada, a la vez que ya tenía listo el guion de su película, The Broken Hearts Club: A Romantic Comedy. Posteriormente fue reconocido por ser el creador de la serie de culto Everwood, que se emitió entre 2002 y 2006, y cocreador de Jack & Bobby, emitida entre 2004 y 2005.
En 2006 comenzó a trabajar en varios proyectos de la cadena ABC, siendo inicialmente consultor de la serie Brothers & Sisters, para terminar siendo productor ejecutivo de ésta hasta su término en 2011. También colaboró en Dirty Sexy Money, emitida entre 2007 y 2009. Para la misma cadena trabajó en 2008 con Marc Guggenheim en Eli Stone, coescribiendo el guion y siendo productor ejecutivo, y en 2010 fue cocreador de No Ordinary Family. Ese mismo año volvió a dirigir luego de diez años la película Life as We Know It, protagonizada por Katherine Heigl y Josh Duhamel. En 2011 coescribió el guion y sirvió como productor en Linterna Verde. En sus últimos trabajos destaca ser el creador de la miniserie Political Animals para la cadena USA y coescribir la historia del filme, Wrath of the Titans. En la actualidad se encuentra trabajando como productor ejecutivo en las series de The CW y Arrow, en la que colabora conjuntamente con Marc Guggenheim, Andrew Kreisberg y David Nutter desde 2012, y The Tomorrow People, en la que colabora conjuntamente con Phil Klemmer, Julie Plec y Danny Cannon desde 2013. Berlanti es además cocreador de ambas producciones. También se encuentra en el desarrollo de The Flash junto a Andrew Kreisberg, Geoff Johns y David Nutter y está implicado en la producción de una película basada en el musical Be More Chill. También ha dirigido la película Love, Simon, basada en el libro Simon vs. the Homo Sapiens Agenda de Becky Albertalli.
Durante la primera semana de enero de 2023 Berlanti y su compañía de producción, Berlanti Productions, firmaron un acuerdo con Warner Bros. hasta el año 2027 y continuarán desarrollando nueva programación de televisión para todas las plataformas, incluida HBO Max de Warner Bros. Discovery, servicios de transmisión externa y redes de cable/difusión.

## Filmografía

### Escritor
| Año         | Título                                    | Notas                                                       |
| ----------- | ----------------------------------------- | ----------------------------------------------------------- |
| 1998 — 1999 | Dawson's Creek                            | Serie de televisión, guion de ocho episodios                |
| 2000        | The Broken Hearts Club: A Romantic Comedy | Película                                                    |
| 2000        | Young Americans                           | Serie de televisión                                         |
| 2002 — 2006 | Everwood                                  | Serie de televisión, creador                                |
| 2004 — 2005 | Jack & Bobby                              | Serie de televisión, cocreador                              |
| 2006 — 2008 | Brothers & Sisters                        | Serie de televisión, coescritor de tres episodios           |
| 2008 — 2009 | Eli Stone                                 | Serie de televisión, cocreador                              |
| 2010 — 2011 | No Ordinary Family                        | Serie de televisión, cocreador                              |
| 2011        | Linterna Verde                            | Película, coescritor de guion e historia                    |
| 2012        | Oh Fuck, It's You                         | Telefilme                                                   |
| 2012        | Wrath of the Titans                       | Historia                                                    |
| 2012        | Political Animals                         | Miniserie de seis episodios, creador                        |
| 2012 —2020  | Arrow                                     | Serie de televisión, cocreador, historia de nueve episodios |
| 2013        | Guilty                                    | Telefilme, historia                                         |
| 2013 —      | The Tomorrow People                       | Serie de televisión, cocreador                              |
| 2014 —      | The Flash                                 | Serie de televisión, cocreador                              |
| 2015 —      | Supergirl                                 | Serie de televisión, cocreador                              |
| 2016 —      | Legends of Tomorrow                       | Serie de televisión, cocreador                              |
| 2018 —      | You                                       | Serie de televisión, cocreador                              |

### Productor
| Año         | Título                          | Notas                                                        |
| ----------- | ------------------------------- | ------------------------------------------------------------ |
| 1998 — 1999 | Dawson's Creek                  | Serie de televisión, coproductor ejecutivo                   |
| 2002 — 2006 | Everwood                        | Serie de televisión, productor ejecutivo                     |
| 2004        | Kat Plus One                    | Telefilme                                                    |
| 2004        | Jack & Bobby                    | Serie de televisión, productor ejecutivo del primer episodio |
| 2006        | The Prince                      | Telefilme                                                    |
| 2006 — 2011 | Brothers & Sisters              | Serie de televisión, productor ejecutivo                     |
| 2007 — 2009 | Dirty Sexy Money                | Serie de televisión, productor ejecutivo                     |
| 2008 — 2009 | Eli Stone                       | Serie de televisión, productor ejecutivo                     |
| 2010 — 2011 | No Ordinary Family              | Serie de televisión, productor ejecutivo                     |
| 2011        | Green Lantern: Emerald Knights' | Película animada                                             |
| 2011        | Linterna Verde                  | Película                                                     |
| 2012        | Oh Fuck, It's You               | Telefilme                                                    |
| 2012        | Political Animals               | Miniserie de seis episodios, productor ejecutivo en cuatro   |
| 2012 — 2020 | Arrow                           | Serie de televisión, productor ejecutivo                     |
| 2013        | Golden Boy                      | Serie de televisión, productor ejecutivo                     |
| 2013 —      | The Tomorrow People             | Serie de televisión, productor ejecutivo                     |
| 2014 —      | The Mysteries of Laura          | Serie de televisión, productor ejecutivo                     |
| 2014 —      | The Flash                       | Serie de televisión, productor ejecutivo                     |
| 2015 —      | Supergirl                       | Serie de televisión, productor ejecutivo                     |
| 2016 —      | Legends of Tomorrow             | Serie de televisión, productor ejecutivo                     |
| 2018 —      | You                             | Serie de televisión, productor ejecutivo                     |

### Director
| Año  | Título                                    | Notas                                             |
| ---- | ----------------------------------------- | ------------------------------------------------- |
| 2000 | The Broken Hearts Club: A Romantic Comedy | Película                                          |
| 2010 | Life as We Know It                        | Película                                          |
| 2012 | Political Animals                         | Serie de televisión, director del episodio piloto |
| 2018 | Love, Simon                               | Película                                          |
| 2024 | Fly Me to the Moon                        | Película                                          |